# Abazallı
Abazallı è un comune dell'Azerbaigian situato nel distretto di Cəlilabad. Conta una popolazione di 771 abitanti.